# Vincent Collet
Vincent Collet (Sainte-Adresse, 6 giugno 1963) è un dirigente sportivo, allenatore di pallacanestro ed ex cestista francese.

## Carriera
Da allenatore ha guidato la Francia a tre edizioni dei Giochi olimpici (Londra 2012, Rio de Janeiro 2016, Tokyo 2020), a tre dei Campionati mondiali (2010, 2014, 2019) e a sei dei Campionati europei (2009, 2011, 2013, 2015, 2017, 2022).

## Palmarès

### Giocatore
- Campionato francese: 1

Le Mans: 1981-82

### Allenatore

#### Squadra
- Campionato francese: 2

Le Mans: 2005-06
ASVEL: 2008-09
- Coppa di Francia: 3

Le Mans: 2004
Strasburgo: 2014-15, 2017-18
- Semaine des As - Leaders Cup: 4

Le Mans: 2006
ASVEL: 2010
Strasburgo: 2015, 2019
- Match des Champions: 2

ASVEL: 2009
Strasburgo: 2015

#### Individuale
- Miglior allenatore della LNB Pro A: 5

Le Mans: 2000-01, 2003-04
Strasburgo: 2014-15, 2015-16
Metropolitans 92: 2021-22